# Afrophthalma medvedevi
Afrophthalma medvedevi es un coleóptero de la familia Chrysomelidae.
Fue descrita científicamente por primera vez en 2005 por Kantner & Bezdek.